# Lago Wend
El lago Wend (en alemán: Wendsee) es un lago situado al oeste de la ciudad de Berlín, en el distrito rural independiente de Brandeburgo —muy cerca de la frontera con Sajonia-Anhalt—, en el estado de Brandeburgo (Alemania); tiene un área de 80 hectáreas y una profundidad máxima de 4.9 metros.
Este lago forma parte del canal que une los ríos Havel y Elba.